# Arroio Grande (Paraná)
O arroio Grande é um curso de água que banha o estado do Paraná, no município de Ortigueira.